# Coxiella burnetii
Coxiella burnetii és una espècie de bacteri patogen intracel·lular obligat que causa la malaltia de la febre Q, amb les seves formes aguda i crònica. El gènere Coxiella és similar morfològicament al gènere Rickettsia, però diferent en genètica i fisiologia. C. burnetii és gramnegatiu amb dues fases de creixement i endòspores que es troben al sòls. Pot sobreviure als desinfectants estàndards i a molts canvis mediambientals.

## Història i noms
En la dècada de 1920 i 1930 els investigadors van trobar el que semblava un nou tipus de Rickettsia, aïllat de paparres. Primer es va dir Rickettsia diaporica, Rickettsia burnetii, 

## Transmissió
El microorganisme es transmet entre animals com les vaques, les cabres o les ovelles, mitjançant les paparres. En canvi, la transmissió als humans es dona gràcies a la ingestió de llet no pasteuritzada i per la inhalació de les femtes o dels productes del part dels animals infectats.

## Quadre clínic
Tot i que acostuma a cursar de manera asimptomàtica, la infecció per C. burnetii provoca a l'home el que s'anomena febre Q. Cursa amb febre, malestar inespecífic, semblant a una grip, que acostuma a ser benigne. Del total de casos, només entre el 4% i el 6% provoca una pneumònia i, de manera molt poc freqüent, afectar el fetge o al cor. Aquest últim pot donar una afectació de manera crònica, ara bé, per arribar aquí s'ha de cursar amb una patologia de base a les vàlvules cardíaques, pacients immunodeprimits o embarassades. El diagnòstic és per serologia.

## Ús com arma biològica
En el programa de 1969 dels Estats Units per les armes biològiques C. burnetii era un dels set agents estàndard.